# تاد ولترز
تاد ولترز (انگلیسی: Tod D. Wolters؛ زادهٔ ۱۳ اکتبر ۱۹۶۰) ژنرال بازنشسه نیروی هوایی ایالات متحده آمریکا است، که در فاصله سال‌های ۲۰۱۹ تا ۲۰۲۲ به‌عنوان نوزدهمین فرمانده عالی متفقین اروپا فعالیت می‌کرد و فرماندهی اروپایی ایالات متحده آمریکا را برعهده داشت.
ولترز فعالیت نظامی را از سال ۱۹۸۲ در نیروی هوایی آمریکا آغاز کرد، از ۲۰۰۴ تا ۲۰۰۶ فرمانده بال ۴۷ آموزش هوایی بود، از ۲۰۰۶ تا ۲۰۰۸ فرماندهی بال ۳۲۵ جنگنده را برعهده داشت و از ۲۰۰۸ تا ۲۰۰۹ به‌عنوان جانشین فرمانده امور سیاسی-نظامی فرماندهی مشترک انتقال امنیت - افغانستان فعالیت می‌کرد.
وی از ۲۰۰۹ تا ۲۰۱۱ مدیر عملیات هوا، فضا و فضای مجازی فرماندهی عملیات فضایی بود، از ۲۰۱۱ تا ۲۰۱۲ فرماندهی مأموریت حمایت قاطع را برعهده داشت، از ۲۰۱۳ تا ۲۰۱۴ به‌عنوان فرمانده نیروی هوایی دوازدهم فعالیت می‌کرد، از ۲۰۱۴ تا ۲۰۱۵ معاون عملیات نیروی هوایی آمریکا بود و از ۲۰۱۵ تا ۲۰۱۶ مدیریت عملیات ستاد مشترک نیروهای مسلح ایالات متحده آمریکا را برعهده داشت.